# António de Oliveira Marreca
António de Oliveira Marreca (Santarém, 26 de Março de 1805 — Lisboa, 19 de março de 1889) foi um emigrado liberal, economista de renome, escritor, professor e político português. Fez parte do primeiro directório republicano. Foi deputado às Cortes e administrador do Distrito de Angra do Heroísmo (1851). Pode ser considerado como um dos últimos e mais significativos representantes das correntes doutrinais que em matéria económica se desenvolveram no princípio do século XIX em Portugal, tendo associado o seu pensamento económico a uma actividade intelectual diversificada e a uma intervenção social e política relevante. Foi simultaneamente romancista, economista, político da ala esquerda do regime monárquico constitucional português e precursor do republicanismo. Pertenceu à Maçonaria.

## Biografia
António de Oliveira Marreca nasceu na Ribeira de Santarém, a 26 de Março de 1805, filho de António de Oliveira Marreca e Maria José Casimira Delgado Marreca.
Era ainda estudante quando foi preso por incompatibilidade com o regime absolutista e por ter professado publicamente ideias liberais. Depois de se evadir da prisão, emigrou para Londres, cidade onde permaneceu e estudou, e depois para França, país onde residiu de março de 1832 a agosto de 1833, regressando nesse ano a Portugal na sequência da vitória liberal.

### A gestão da Imprensa Nacional e a afirmação como economista (1834-1838)
Durante a fase de instabilidade política que se seguiu à vitória liberal, de 1834 a 1838, António de Oliveira Marreca foi um dos três administradores (os outros foram Rodrigo da Fonseca Magalhães e José Liberato Freire de Carvalho) que estiveram à frente da Comissão Administrativa que geriu a Imprensa Nacional de Lisboa. Foi esse o seu primeiro cargo público.
Foi um dos fundadores de O Panorama, periódico que principiou a publicar-se em 1837, ali publicando trabalhos seus que lhe granjearam reputação de economista. Essa reputação foi consolidada quando em 1838, Oliveira Marreca publicou a obra Noções Elementares de Economia Política e de Estatística, com a qual deu um importante contributo para a introdução no pensamento económico e político português das novas ideias que surgiam então nas ciências económicas europeias.
Também se encontram colaborações da sua autoria em diversas publicações periódicas, nomeadamente no Jornal da Sociedade dos Amigos das Letras  (1836), Revista universal lisbonense (1841-1853),  Revista do Conservatório Real de Lisboa  (1842) e  a Illustração Luso-Brasileira   (1856-1859).

### A primeira experiência parlamentar (1838-1842)
Foi eleito deputado pela primeira vez nas eleições gerais realizadas a 12 de Agosto de 1838, em representação do círculo eleitoral de Viseu, tendo prestado juramento na Câmara dos Deputados a 8 de Janeiro de 1839. A eleição ocorreu num momento de viragem política, já que das eleições daquele Verão surgiu um realinhamento das forças políticas, com os sectores moderados da nova ordem setembrista a aparecerem conciliados com os antigos cartistas, gerando-se uma terceira força, ordeira, também apelidada de doutrinária, bem apoiada parlamentarmente e com algumas ideias novas, formando o então denominado centro moral e constitucional. Para além de Oliveira Marreca, faziam parte deste grupo Alexandre Herculano, António Luís de Seabra e Rodrigo da Fonseca, os quais, na linha deste último, assumiam aquela cor parda' sobre a qual podiam assentar todas as outras cores.
Em 1840, Almeida Garrett afirmava que este centro defendia a monarquia representativa contra os adeptos do absolutismo (os miguelistas) e da democracia (os setembristas radicais), razão pela qual José Liberato Freire de Carvalho, um setembrista radical, não se coibiu de chamar a estes ordeiros uns meros fingidos aderentes à Revolução de Setembro.
Oliveira Marreca foi de imediato tido no Parlamento como uma voz respeitada, tanto pela sua postura política como pelo seu saber em ciências financeiras e económicas, em que era indiscutível autoridade. Fazendo longas intervenções, centrou a sua acção parlamentar sobre as temáticas da despesa pública, pugnando pelo seu controlo e pelo aproveitamento máximo da força de trabalho da população portuguesa, indo ao extremo de sugerir que o Governo se entendesse com a Igreja para pôr fim às missas diárias, vistas como uma perda de tempo para o trabalho.
No seu primeiro mandato foi também autor de uma proposta de Lei que visava a criação de caixas económicas distritais. também se mostrou particularmente sensível às questões eleitorais, insurgindo-se contra o caciquismo e a manipulação eleitoral, pedindo a repetição das eleições nos círculos onde havia notícia de coacção pela violência.
Nas eleições gerais de 22 de Março de 1840 foi novamente eleito pelo círculo eleitoral de Viseu, tendo prestado juramento a 5 de Junho de 1840. No Parlamento continuou a ser um deputado activo, particularmente versado e com interesse nas matérias económicas e financeiras. Neste mandato interveio num leque vasto de matérias, com destaque para a fixação dos contingentes militares face às dificuldades financeiras do Estado, a fixação dos juros e limites da dívida pública, a reforma administrativa e a colecta dos direitos alfandegários e de navegação. Continuou na sua defesa da criação de instituições bancárias, particularmente as voltadas para o crédito rural. Pugnou também pela liberdade de imprensa e pela reforma judicial.
Durante a breve passagem, em 1840, de Alexandre Herculano pelo Parlamento estabeleceu-se uma estreita colaboração entre o escritor e Oliveira Marreca, que se traduziu no combate ao projecto de lei que criava um depósito bancário para a fundação de jornais, medida considerada restritiva à liberdade de imprensa, e na preparação, como já fizera François Guizot na França, de um projecto de reforma do ensino popular. Nessas lutas contaram com a colaboração de alguns amigos como António Luís de Seabra e Vicente Ferrer Neto de Paiva, este último o autor dos Elementos de Direito das Gentes que se destacou por ser um dos filósofos de inspiração krausista que mais influenciou na renovação das ideias jurídicas em Portugal.
A 30 de Março de 1842 foi publicado o Manifesto das oposições Setembrista, Miguelista e Cartista dissidente. Oliveira Marreca fazia parte da comissão central que o redigiu, a qual integrava, entre outros, Sá da Bandeira, Almeida Garrett e José Estêvão Coelho de Magalhães. Como consequência, nas eleições gerais realizadas Junho de 1842 não foi eleito, interrompendo assim a sua presença parlamentar após duas legislaturas.

### A deriva para a esquerda e o regresso à actividade parlamentar (1842-1852)
Fora do Parlamento, Oliveira Marreca dedicou-se com afã à escrita, passando a ser uma das vozes mais activas na oposição ao cabralismo. Quando se desencadeou a Revolução da Maria da Fonte e se verifica o golpe palaciano da Emboscada trabalhou activamente para a constituição da Junta Revolucionária de Lisboa de 1846.
Fez uma curta passagem pelo cargo de director da Biblioteca Nacional de Lisboa, interrompendo o mandato de António Feliciano de Castilho, que retomaria o cargo após a sua exoneração. Foi também o 45.° guarda-mor da Torre do Tombo de 1861 a 1887.
Apesar da efectiva derrota que a Convenção de Gramido trouxe às posições da ala esquerda do liberalismo, Oliveira Marreca não cede, continuando na imprensa a lutar pela mudança política e pelo fim de todos os resquícios do cabralismo. É neste contexto que acaba incluído entre as hidras a que o marechal Saldanha se refere numa intervenção feita em 1848. Nela o marechal afirmava ser necessário esmagar com mão de ferro a hidra revolucionária, dando lugar às notícias sobre a chamada Conspiração das Hidras, mais uma inventona do que uma verdadeira conspiração, onde pontificariam Oliveira Marreca, Rodrigues Sampaio, Latino Coelho e José Estêvão, que, durante algum tempo, tinham defendido soluções republicanas para a política nacional. A repressão policial não se fez esperar, o que obrigou os acusados a passar à clandestinidade.
Na sequência da revolução francesa de 1848 voltam a surgir organizações carbonárias, tendo sido instituída a 17 de Maio uma Comissão Revolucionária de Lisboa, tendo como liderança um triunvirato constituído por Oliveira Marreca, José Estêvão e Rodrigues Sampaio. Os dois últimos foram não só maçons mas grão-mestres de grandes lojas maçónicas. À Comissão aderem José Maria Caldeira do Casal Ribeiro, José Félix Henriques Nogueira, Anselmo José Braamcamp, Luís Augusto Palmeirim e Joaquim Tomás Lobo de Ávila, entre muitos outros.
A Comissão Revolucionária de Lisboa transformou-se rapidamente num núcleo de propaganda da doutrina republicana que será o primeiro embrião do Partido Republicano Português.
Nesse ambiente conturbado, o número de 20 de Junho de 1848, o jornal  ’A República - Jornal do Povo fez um apelo à integração dos miguelistas nos republicanos, escrevendo: Homens que seguistes D. Miguel!!! Quereis união? Atirai com D. Miguel para a história.
Apesar dos tempos conturbados que vivera, em 1848 pertenceu ao júri da Exposição Nacional que se realizaou em Lisboa naquele ano. No Relatório Geral do Jurado da Exposição Nacional de 1848, publicado no ano seguinte e de que foi o principal autor, apresenta um conjunto de interessantes considerandos sobre a economia portuguesa à época.
A partir de 1850, Oliveira Marreca passa a pertencer a uma influente tertúlia, que se reunia aos sábados, incluindo políticos e intelectuais como António de Melo César e Meneses, Luís Augusto Rebelo da Silva, Júlio Caldas Aulete, Bulhão Pato e Rodrigo José de Lima Felner. Este grupo terá grande influência na vida política e intelectual das décadas imediatas.
Em 1851 foi nomeado administrador do Distrito de Angra do Heroísmo, pouco se demorando naquela cidade açoriana.
António de Oliveira Marreca foi eleito sócio da Academia Real das Ciências de Lisboa a 13 de Fevereiro de 1852.
Foi novamente eleito deputado, numa eleição intercalar, para a 8.ª legislatura (1851-1852), agora pelo círculo de Oliveira de Azeméis, tendo prestado juramento a 24 de Maio de 1852.
Nesta sua curta passagem pela Câmara dos Deputados (a legislatura terminou a 24 de Julho de 1852), Oliveira Marreca deu seguimento, com o mesmo entusiasmo, à sua actividade parlamentar, voltando a dedicar-se à área fiscal e económica.
Participou num inquérito ao comércio do sal e tentou a aprovação de legislação de fomento da exportação do vinho verde, que então apenas escoava cerca de 10% da produção nacional daquele produto. Também participou activamente na elaboração de um projecto de Lei para criação e regulamentação de um fundo geral para amortização das dívidas do Estado.
Nas eleições gerais realizadas a 12 de Dezembro de 1852 voltou a não ser eleito, perdendo o seu assento na Câmara dos Deputados e voltando à actividade jornalística e literária.

### A docência e a última passagem pela actividade parlamentar (1852-1859)
Não tendo sido eleito para a Câmara dos Deputados, por Decreto de 30 de Dezembro de 1852 foi Oliveira Marreca nomeado lente de Economia Política do Instituto Industrial de Lisboa.
Em 1853 Oliveira Marreca apresenta um documento sobre estatística na Academia Real das Ciências de Lisboa, com o título Parecer e Memória sobre um projecto de Estatística. Nele defende a criação de um sistema estatístico nacional capaz de acompanhar a acção governativa e o desenvolvimento da actividade económica.
A sua quarta e última eleição para a Câmara dos Deputados ocorreu nas eleições gerais de 2 de Maio de 1858, em representação do círculo de Lisboa. Prestou juramento a 26 de Junho de 1858. Nesta passagem pelo parlamento, que durou até 23 de Novembro de 1859, voltou a dedicar-se às questões fiscais e de administração pública, tendo apoiado o Governo na contracção de um empréstimo destinado a obras públicas em vários distritos.
Fortemente anticlerical, opôs-se a qualquer medida que pudesse fortalecer as posições da Igreja Católica, nomeadamente no que respeita à existência de ordens religiosas e à amortização dos bens eclesiásticos.
A 23 de Novembro de 1859 as câmaras são dissolvidas, sendo convocadas eleições gerais para 26 de Janeiro de 1860, as quais se regeram por uma nova lei eleitoral, influenciada por Oliveira Marreca e José Estêvão Coelho de Magalhães. Por ela são criados círculos uninominais e o censo é diminuído, aumentando por isso o número de eleitores.
Terminado este mandato, não voltou a ser eleito para o Parlamento, prosseguindo a sua carreira política na imprensa e como membro de diversas organizações cívicas.

### AJaneirinhae o republicanismo (1860-1889)
Revolucionário, por temperamento, entrou na revolta chamada da Janeirinha, em Janeiro de 1868. O ministério que então se organizou, ofereceu-lhe o Ministério da Fazenda, em homenagem aos seus serviços e mérito de economista, convite que não aceitou.
A proclamação da República em Espanha, ocorrida a 12 de Fevereiro de 1873, teve imediatas reacções em Portugal. Logo em 16 de Fevereiro, um grupo de republicanos portugueses, constituído por Oliveira Marreca, Gilberto António Rola, Bernardino Pinheiro, Francisco Maria de Sousa Brandão, José Elias Garcia e José Fontana, promovia uma reunião em casa de Manuel Tomás Lisboa, tendo como objectivo fomentar a propaganda republicana e revitalizar os movimentos pró-república em Portugal.
Na sequência desse impulso, em 3 de Abril de 1876 é eleito um directório do Partido Republicano Português, com 33 membros. A eleição foi precedida pela reunião comemorativa da vitória eleitoral dos republicanos franceses, em casa do milionário Mendes Monteiro, na Rua do Alecrim, ocorrida a 25 de Março anterior. É nessa altura que José Joaquim Rodrigues de Freitas adere aos republicanos. Oliveira Marreca teve parte importante na redacção do programa provisório do futuro partido, publicado em 1878.
O primeiro Centro Eleitoral Republicano-Democrático será inaugurado no dia 20 de Julho de 1876. Entre os participantes estão António de Oliveira Marreca, Latino Coelho, Bernardino Pinheiro, Francisco Maria de Sousa Brandão, Gilberto António Rola, João Bonança, José Carrilho Videira, José Elias Garcia, José Jacinto Nunes e Zófimo Consiglieri Pedroso.
Em 3 de Fevereiro de 1879 é eleito novo directório, com Oliveira Marreca, Latino Coelho, Sousa Brandão, Bernardino Pinheiro e Eduardo Maia. Nessa eleição participam os federalistas. Nesse ano, nas eleições de 19 de Outubro de 1879, voltava a ser eleito o republicano Rodrigues de Freitas pelo Porto, o único a conseguir entrar no parlamento.
Oliveira Marreca presidiu à comissão que redigiu o Projecto de Organização Definitiva do Partido Republicano, dado à estampa a 10 de Junho de1882, um dos documentos definidores do republicanismo português.
Quando a 11 de Janeiro de 1881 o Tratado de Lourenço Marques foi apresentado para debate e ratificação nas Cortes, contendo cláusulas, denominadas as concessões perpétuas, que previam a cedência a Inglaterra da baía e território de Lourenço Marques, Oliveira Marreca foi um dos seus mais combativos opositores na imprensa. Em resultado, o entendimento que estava subjacente à proposta foi modificado, de acordo com o Governo da Grã-Bretanha, evitando-se as polémicas concessões.
António de Oliveira Marreca faleceu aos 83 anos na freguesia de Santa Isabel (Lisboa), no nº87, segundo andar da Rua de São Bento, a 19 de Março de 1889, de um AVC. Foi sepultado no jazigo de família do Cemitério dos Prazeres. Havia sido casado com Teodora Maria de Jesus Garcia Marreca.

## Obra publicada
Produziu uma vasta e variada obra literária publicada, que inclui ensaios sobre temas de Economia Política, História, Estatística e Educação e obras de ficção. Também foi colaborador assíduo da imprensa periódica, tendo colaboração dispersa por numerosas publicações. As duas áreas em que se notabilizou foram o pensamento económico, sendo um dos precursores em Portugal da moderna economia política, e no romance histórico, género em que apesar de não ter atingido uma qualidade literária excepcional, se revelou importante cultor.

### O pensamento económico
A par de José Acúrcio das Neves, Oliveira Marreca foi um dos primeiros ideólogos pró-industrialistas a surgir em Portugal, estando entre os estudiosos que mais cedo encontraram elementos que apontavam para uma transformação do tecido socio-económico e tecnológico do sector industrial português, traduzida num aumento de estabelecimentos industriais e nas primeiras tentativas de emprego da máquina a vapor, visíveis, embora incipientes, desde o arranque industrial de 1812-1826. Neste contexto, critica o malthusianismo, defendendo a industrialização como forma de evitar as leis postuladas por Thomas Malthus.
Os primeiros trabalhos de índole económica surgiram nas páginas de O Panorama, criando-lhe desde logo uma reputação de excelente economista. Essa reputação foi consolidada quando em 1838, Oliveira Marreca publicou a obra Noções Elementares de Economia Política, com a qual deu um importante contributo para a introdução no pensamento económico e político português das novas ideias que então surgiam nas ciências económicas europeias.
Nos seus escritos, em especial nos publicados n'O Panorama, revela-se defensor do livre-cambismo, embora mitigado, e propõe a formação de uma classe média rural através do favorecimento das pequenas e médias propriedades, sublinhando o interesse da indústria, com destaque para os pequenos e médios estabelecimentos, o que demonstra a raiz social do seu pensamento económico.
Nos seus escritos proclama-se discípulo de Adam Smith, de Jean-Baptiste Say e de David Ricardo. Da análise dos seus escritos resulta que a influência de Jean-Baptiste Say é nítida, nomeadamente ao aceitar que só tem valor o que é permutável e que a utilidade é a única base do valor de troca, ao mesmo tempo que a influência de David Ricardo transparece em aspectos teóricos, tais como a aceitação genérica da teoria dos custos comparados no comércio internacional como base do livre-cambismo e o seu interesse pela distribuição económica.
Na sua obra desdobra as tarefas dos agentes produtivos em concepção, em aplicação e em execução. Notável é o conceito de empresário que então avança. Segundo ele, ao empresário cabia, em exclusivo, esta última, definida como função directiva sobre máquinas e operário. Excepcionalmente, podia na mesma pessoa conviver o sábio, o empresário e o operário.
Nesse contexto, na sua distribuição dos papéis, engrandecia o empresário pela função que desempenhava no desenvolvimento produtivo do país, definindo-o como indivíduo que concebe o completo estabelecimento duma indústria, detendo conhecimentos sobre a forma de produção e os elementos a que recorrer, nos seus aspectos técnicos, científicos e humanos, sem esquecer os respectivos custos. A sua personalidade profissional aperfeiçoava-se pelos riscos que corria. Daí o ter outras capacidades acrescidas: discernimento, perseverança e prudência. Era, nestes termos, um eleito da sociedade.
No postulado de Oliveira Marreca, quando o definia como funções do empresário resolver-se a praticar, […] tentar, delinear, levava a que ao empresário empreendedor cabiam funções de concepção, aplicação e execução. Simultaneamente, era encarado pela sua faceta de ser dinâmico, apostar no risco e na inovação, pois é inerente ao empreendedor fazer animosamente coisa difíceis, sendo assim encarado como o que traça empresas novas.
Estudos recentes mostram que o pensamento económico de Oliveira Marreca apresenta múltiplos pontos de semelhança com os do economista alemão Friedrich List, quase seu contemporâneo. A similitude das experiências pessoais vividas parece explicar esta convergência.
Foi publicada em 1983 uma recolha anotada da sua obra económica mais relevante, da autoria de Cecília Maria Gonçalves Barreira.

### A prosa ficcional e o romance histórico
Oliveira Marreca incluiu-se entre os seus cultores do romance histórico no Portugal do século XIX, a par de Rebelo da Silva (que alcançou grande notoriedade com A Mocidade de D. João V), João de Andrade Corvo, Arnaldo da Gama, Manuel Joaquim Pinheiro Chagas e, já a terminar o século, Júlio Dantas e Carlos Malheiro Dias.
No domínio literário do romance histórico, Oliveira Marreca, a par de  Rebelo da Silva, este último na sua primeira fase de romancista, foi um dos principais discípulos de Alexandre Herculano. Ambos foram por ele assiduamente auxiliados na parte erudita e aconselhados em matérias estilísticas e formais.
Reflectindo essa proximidade, Marreca foi publicando entre 1844 e 1853, em O Panorama, um romance histórico intitulado O Conde Soberano de Castela, que mereceu de Herculano elogiosa referência com especial relevância para as aptidões do autor.
Sobre aquela obra de Oliveira Marreca, Alexandre Herculano afirma na Advertência que precede a primeira edição (1851) das suas Lendas e Narrativas o seguinte: Enfim, O Conde de Castela, do Sr. Oliveira Marreca, vasta concepção, posto que ainda incompleta, foi, porventura, inspirado pelo exemplo destas fracas tentativas [as "Lendas e Narrativas"] e das que, em dimensões maiores, o autor empreendeu no "Eurico" e no "Monge de Cister". Carácter grave e austero, digno dos tempos antigos e que a Providência colocou em meio de uma sociedade gasta e definhada por muitos géneros de corrupções, como condenação muda; homem, sobretudo, de ciência e consciência, o Sr. Marreca trouxe estes seus dotes eminentes para o campo do romance histórico, onde ninguém, talvez, como ele poderia fazer a Portugal o serviço que Monteil fez à França, isto é, popularizar o estudo daquela parte da vida pública e privada dos séculos semi-bárbaros que não cabe no quadro da história social e política.
Apesar do incentivo do grande mestre, Oliveira Marreca não satisfez as expectativas de Herculano, que parece ter esperado mais dele como historiador do que propriamente como romancista. Reconhecendo no autor mais aptidões para a investigação e construção da história do que dotes para, pela ficção novelesca, a divulgar, sugeriu-lhe uma obra histórica similar à de Amans-Alexis Monteil.
No entanto, o estilo de Marreca na novela O Conde Soberano de Castela possui uma correcção e uma austeridade que o aproxima do estilo do próprio Herculano. É uma obra que possui qualidade literária, mas bastante convencional nas personagens, às quais falta vida e movimento dos sentimentos e paixões. É uma excelente obra de aplicação literária que  não consegue obter um valor estético merecedor da trama e erudição que revela.

### Outras obras
Para além das obras acima citadas, publicou múltiplos contos e outros escritos de ficção, a maior parte dos quais dispersos pelos numerosos periódicos em que colaborou, entre outros, nos seguintes:
- Ilustração Luso-Brasileira;
- Revolução de Setembro;
- Revista Económica;
- Jornal Universal,
- Jornal da Sociedade dos Amigos de Letras;
- O Panorama;
- Arquivo Universal;
- Ateneu.

Foi publicada em 1983 uma recolha anotada da sua obra económica mais relevante, da autoria de Cecília Maria Gonçalves Barreira. Estão também facilmente disponíveis, entre muitos outros dispersos, os seguintes textos da autoria de Oliveira Marreca:
- Jornal Mensal de Educação, redigido sob a especial protecção de S. M. a Rainha, Lisboa, 1835.
- Importância da economia política, in Jornal da Sociedade dos Amigos das Letras, n.º 1, Abril de 1836.
- Noçoens elementares de economia política e de estadística, Coimbra/Lisboa, 1838.
- Considerações sobre o Curso d'Economia política publicado em Paris em 1842 pelo Sr. Michel Chevalier in O Panorama, vol. 2, 1843.
- Manuel de Sousa Sepúlveda, in O Panorama, VII, 1848.
- Relatório Geral do Jurado da Exposição de 1848, Lisboa, 1849 (Oliveira Marreca é o autor principal).
- João de Barros, Luís Mendes de Vasconcelos e o commercio da Índia, in Arquivo Universal, vol. II, 1853.
- Parecer e Memoria sobre a proposta, que apresentou o Sr. Alexandre Herculano, para que a secção de sciencias económicas e administrativas redigisse um Projecto de Estadística por…, Lisboa, Typographia da Academia Real das Sciencias, 1854.
- Maria, ou Amável (romance histórico), Arquivo Universal, II, Lisboa, 1860.
- Em defesa dos "interesses industriais" in Análise Social, número 61-62, volume XVI, 1980.

## Cronologia
- 1805 – Nasce em Santarém;
- 1834 – Regressa com o regime constitucional;
- 1835 – Administrador da Imprensa Nacional de Lisboa
- 1836 – Adere à Revolução de Setembro;
- 1837 – Funda o Panorama, jornal literário e instrutivo;
- 1838 – Publica Noções Elementares de Economia Política;
- 1848 – Forma, com José Estêvão Coelho de Magalhães e Rodrigues Sampaio, o Triunvirato Revolucionário;
- 1849 – Faz parte do júri da Exposição Nacional, em Lisboa;
- 1852 – Fundação do Instituto Industrial de Lisboa onde exerce as funções de lente de Economia Política;
- 1862 – Deixa o cargo de director da Biblioteca Nacional de Lisboa e passa a guarda-mor da Torre do Tombo;
- 1864 – Preside ao Clube dos Lunáticos no Pátio da Salema, em Lisboa;
- 1868 – Entra na revolta da Janeirinha, recusando depois a pasta da Fazenda, que o lhe quiseram atribuir graças aos seus talentos de economista;
- 1870 – Eleito presidente do Partido Republicano Português por altura da sua fundação;
- 1881 – Toma uma posição patriótica, juntamente com Bernardino Pinheiro e outros, contra as pretensões britânicas na baía e território de Lourenço Marques;
- 1887 – Adido à Inspecção Geral das Bibliotecas e Arquivos;
- 1889 – Falece em Lisboa.